# Aeroportul Internațional Mattala Rajapaksa
Aeroportul Internațional Mattala Rajapaksa (IATA: HRI, ICAO: VCRI) este un aeroport din Hambantota⁠(d), Hambantota District⁠(d), Southern Province⁠(d), Sri Lanka ce deservește zona Hambantota⁠(d). Aeroportul a fost tranzitat în decembrie 2021 de 1.218 pasageri.
Situat la o altitudine de 48 m, aeroportul dispune de o singură pistă.